# هواوي أسيند جي 7
هواوي أسيند جي 7 (بالإنجليزية: Huawei Ascend G7)‏ هاتف ذكي أحادي وثنائي الشريحة من فئة هواوي أسيند أنتجته شركة هواوي ويعمل بنظام الأندرويد.

## مواصفات الجهاز[1][2][3]
- شاشة بقياس 5.5 بوصة من نوع إل سي دي IPS بدقة 720 × 1280 مع كثافة ألوان 267 بيكسل في البوصة الواحدة.
- لوحة معالجة كوالكوم سناب دراجون رباعي النواة 1.2 جيجا هرتز بتقنية 64 بت من نوع Cortex A-53 ، وذاكرة عشوائية 2 جيجا.
- أندرويد 4.4.2 كيت كات بواجهة مستخدم إموشين UI 3.0.
- ذاكرة داخلية 16 جيجا بايت، يمكن زيادتها إلى 32 جيجا بإضافة كارت خارجي.
- كاميرا أمامية بدقة 5 ميجا بيكسل وكاميرا خلفيه بدقة 13 ميجا بيكسل مع فلاش ثبل، مع تصوير فيديو بدقة 1080 بيكسل.
- بطارية ليثيوم كبيرة الحجم غير قابلة للإزالة بسعة 3000 مللي أمبير.
- يدعم شبكات الجيل الثاني والثالث والرابع.
- تصميم الجهاز كامل من المعدن وإطار من الألمونيوم .
- حجم الهاتف 153.5×77.3 مم، بسمك 7.6 مم و وزن خفيف 165 جرامًا.